# 高城町站
高城町站（日语：／ Takagimachi eki */?）是一位於日本宮城縣宮城郡松島町高城，隸屬於東日本旅客鐵道（JR東日本）的鐵路車站。本為仙石線的中途站，由於2011年發生了311地震，部份仙石線路段及車站受到了破壞，由青葉通站開出的部份下行列車，暫時以本站為終點站，全線復修後，本站繼續成為下行方向的區間總站。另外隨仙石東北線於2015年5月30日開通，過往的快速列車亦改由與東北本線的連接路軌進出石卷站，本站成為了仙石線普通列車及仙石東北線快速列車的轉車站。
仙石線由陸前濱田站起至本站前的一段路段與東北本線並行。發生東日本大地震後，由於東北本線並未受太大影響，因此令JR東日本意識到於兩線之間加設連接軌道的可行性，長遠可以令由石卷發站的列車，能利用新的道岔轉入東北本線直通前往仙台，以節省行車時間，及後JR東日本提出該連接路軌設於松島海岸站及本站之間，2013年3月25日獲國土交通省審批，隨即興建，並且命名為「仙石東北線」。2015年初，工程完結，同年5月30日正式開通，所有原在仙石線內的快速列車，皆全數改經仙石東北線連接路軌來往仙台及石卷之間，不再經松島海岸前往青葉通。

## 車站結構
設有斜頂型單層木製站舍1座，屬國鐵典型近郊式站舍設計，正門、候車大堂及閘口均設於右邊，候車大堂面積較小，只放置了數張候車座椅及1部自動販賣機；而大堂左側則設有2部能對應Suica的自動售票機。閘口採用開放式設計，在中央位置設有出、入站專用的Suica的感應器，旁邊為服務窗口，在特定時間內會有委託職員負責車票檢查及票務事宜。站舍左側為站務室及舊站員留宿處，其中後者現時已沒有使用，只作儲物室用途。
車站內並沒有洗手間，但在站舍右邊近的士站設有獨立建築的公眾洗手間。
現時設有島式月台1座，共提供1線2面的配置。整個月台的闊度都較為狹窄，並且為全露天設計，只在中央位置設有1座同樣狹窄的候車室，內只設有3張候車座位。有效長度為4輛。而在1號月台旁，近手樽方向設有近乎全段，只供保線列車停靠的側線。
原則上，1號月台全為下行前往石卷方向；2號月台全為上行前往仙台方向，但由於本站是仙石線區間車的終點站，由青葉通開出的區間車，當駛進1號月台後便會折返，因此部份上行列車會由1號月台開出，另外因應列車的轉駁，部份上行列車亦會使用1號月台。

### 月台配置
| 月台 | 路線                        | 方向 | 目的地             |
| ---- | --------------------------- | ---- | ------------------ |
| 1    | ■仙石線 （包括■仙石東北線） | 下行 | 矢本、石卷方向     |
| 1    | ■仙石線                     | 上行 | 松島海岸、仙台方向 |
| 1    | ■仙石東北線                 | 上行 | 仙台方向           |
| 2    | ■仙石線                     | 上行 | 松島海岸、仙台方向 |
| 2    | ■仙石東北線                 | 上行 | 仙台方向           |

## 歷史
- 1928年4月10日：屬「宮城電氣鐵道」的車站開業。
- 1944年5月1日：宮城電氣鐵道國有化，轉為日本國有鐵道車站。
- 1987年4月1日: 日本國鐵分割民營化，車站的營運由JR東日本四國繼承。
- 2003年10月26日：「Suica」儲值咭可在本站使用。
- 2005年4月1日：降格為業務委託化車站。
- 2011年3月11日：受東日本大地震影響，暫停營業。
- 2011年5月28日：重新營業，並成為臨時終點站。
- 2015年5月30日：仙石線全線重新開通，全部快速列車改經仙石東北線連絡路軌前往仙台，不再經松島海岸至青葉通間的路段。

## 使用情況
| 年度   | 每日平均 乘客人數 | 參考 資料 |  | 年度   | 每日平均 乘客人數 | 參考 資料 |
| ------ | ----------------- | --------- |  | ------ | ----------------- | --------- |
| 2000年 | 1,225             |           |  | 2010年 | 1,047             |           |
| 2001年 | 1,201             |           |  | 2011年 | －                |           |
| 2002年 | 1,165             |           |  | 2012年 | 1,078             |           |
| 2003年 | 1,159             |           |  | 2013年 | 1,167             | [ 4 ]     |
| 2004年 | 1,140             |           |  |        |                   |           |
| 2005年 | 1,127             |           |  |        |                   |           |
| 2006年 | 1,089             |           |  |        |                   |           |
| 2007年 | 1,084             |           |  |        |                   |           |
| 2008年 | 1,075             |           |  |        |                   |           |
| 2009年 | 1,102             |           |  |        |                   |           |

## 相鄰車站
東日本旅客鐵道
■仙石線
■普通
松島海岸－高城町－手樽
■■仙石東北線
□特別快速
鹽釜－高城町－矢本
■快速（紅快速）、■快速（綠快速）
鹽釜－（松島（通過））－高城町－野蒜

## 外部連結
- JR東日本－高城町站（日語）